# Condizione della donna in Birmania

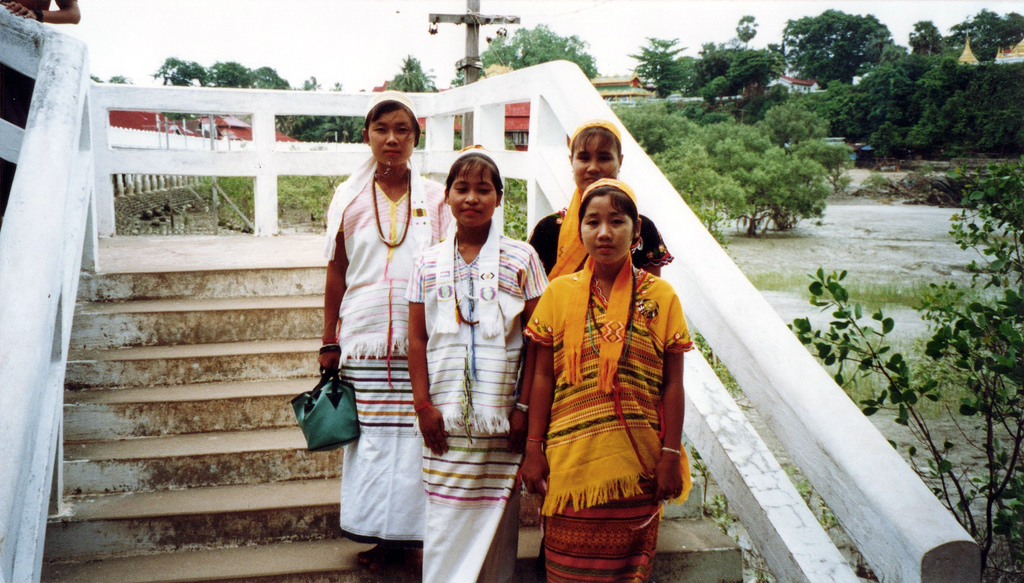
Donne birmane di etnia Karen.

Storicamente le donne in Birmania hanno goduto, con poche e temporanee eccezioni, di uno status unico all'interno delle società del Sudest asiatico: per secoli la componente femminile della popolazione ha goduto di un alto grado di indipendenza, col mantenimento pieno di tutti i loro diritti legali ed economici. 
Il sistema matriarcale vigente in passato includeva il diritto di ereditare proprietà e succedere eventualmente anche al ruolo di capovillaggio.
Tra il 2010-12 il 18% della popolazione femminile possedeva un'istruzione secondaria, il 4% sedeva in parlamento, il 75% faceva parte della forza lavorativa.

## Amore e matrimonio

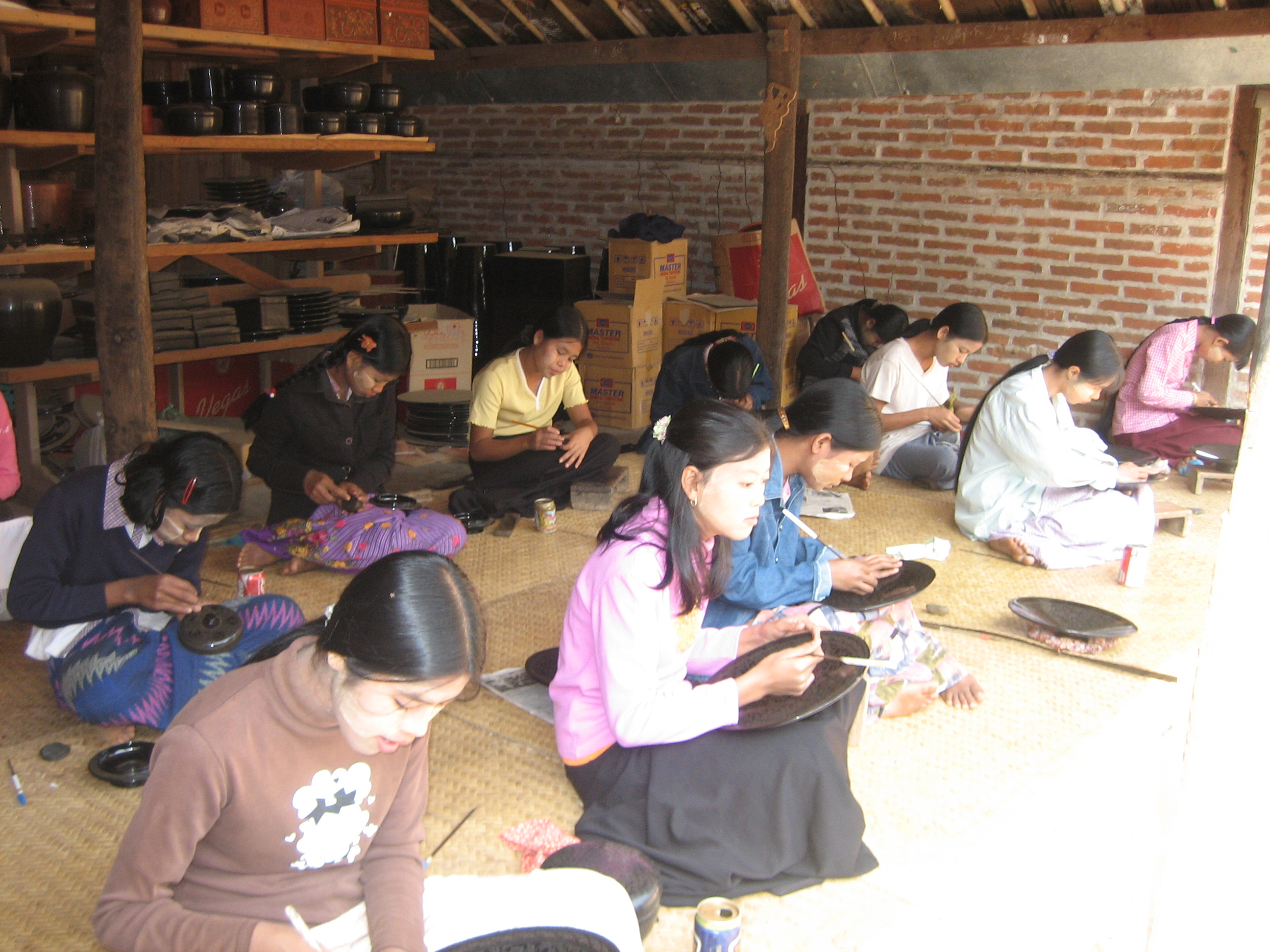
Ragazze birmane al lavoro in una fabbrica di lacche.

In certa misura, anche il matrimonio combinato è stato parte della tradizione birmana; però le donne hanno sempre avuto il diritto di rifiutare l'offerta proveniente dal promesso sposo scelto precedentemente dai genitori per lei: allo stato attuale, le giovani donne possono liberamente scegliere chi sposare.
I matrimoni, fino al 2010, erano ammessi anche tra donne birmane e uomini stranieri, a condizione che i tribunali divisionali del paese ne ricevessero informativa con almeno 21 giorni di preavviso; in seguito il governo non ha più riconosciuto la validità di cerimonie matrimoniali con stranieri di sesso maschile. 
Una delle principali ragioni addotte è stata quella di evitare la tratta di esseri umani; le donne potevano, difatti, diventare facilmente vittime di trafficanti senza scrupoli per essere in seguito vendute all'industria del sesso in Pakistan e Thailandia.

## Evoluzione dei diritti

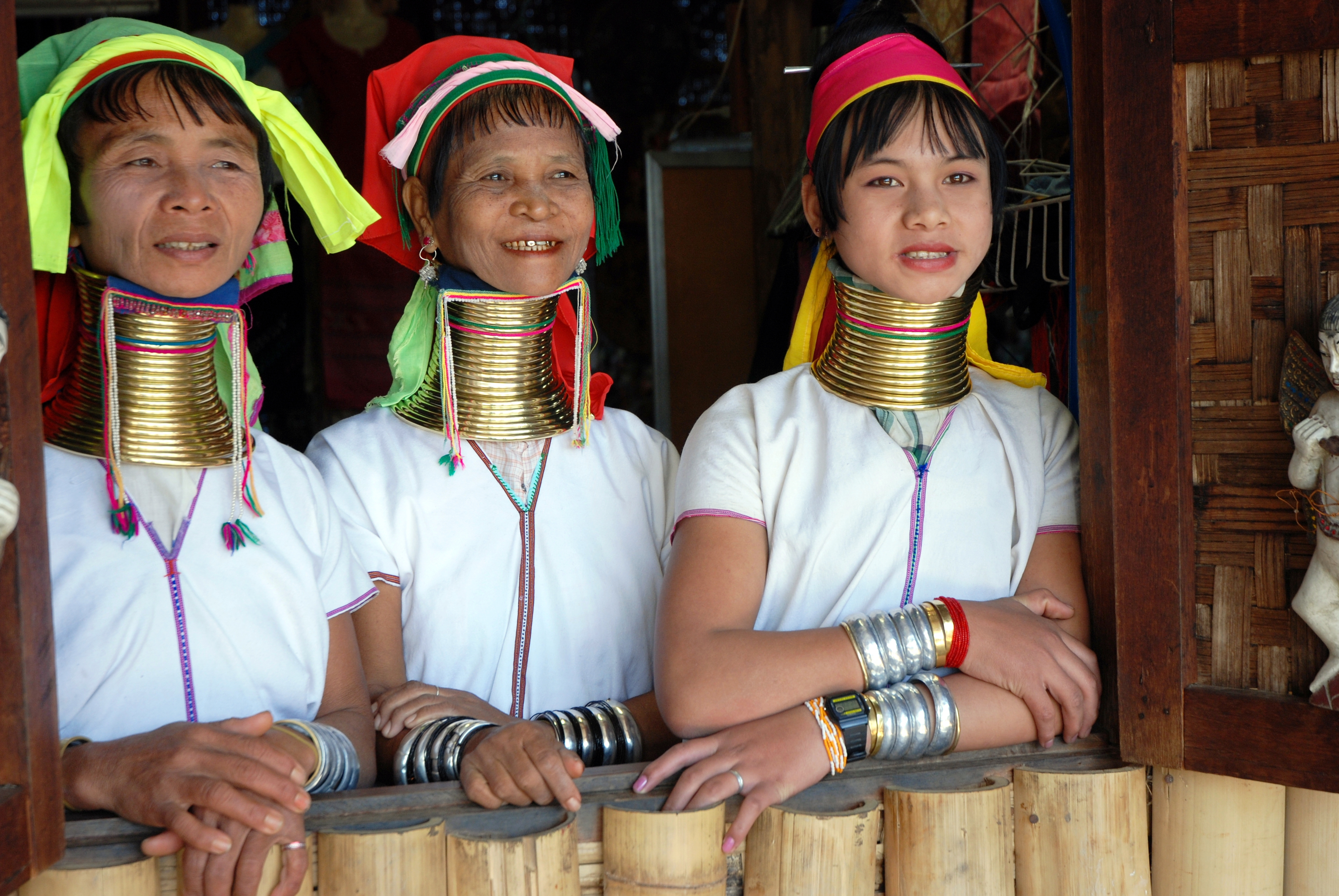
Le "donne-giraffa" dei Kayan.

Dal punto di vista del codice civile, in Birmania uomini e donne hanno pari diritti. Le donne non sono escluse da alcuna professione, possiedono il diritto di proprietà, hanno pari diritti in merito al diritto di successione, non prendono il cognome del marito e in caso di divorzio hanno diritto alla metà del patrimonio accumulato negli anni di matrimonio.
Sul piano religioso, la donna è sempre stata ai margini della società. Le donne ad esempio non hanno le potenzialità per diventare un Buddha e in alcuni templi non hanno accesso a determinate zone, come nei pressi dell'immagine sacra più importante del tempio Mahamuni di Mandalay. Alcuni birmani ritengono che la nascita di un maschio indichi un merito religioso superiore e che un uomo sia in grado di raggiungere più agevolmente il nirvana.
A seguito del deterioramento del clima economico-politico di quegli anni, un rapporto datato 1998 (ma pubblicato nel 2000) descrive così la situazione delle donne birmane: le famiglie sembrano così dare sempre più la priorità ai figli maschi a causa delle limitate risorse: queste modifiche hanno riguardato l'accesso per le donne all'istruzione, all'assistenza medica, alla formazione professionale e ad altre opportunità educative.
Sono diventate così operaie sottopagate dei militari, quando non vittime di vera e propria schiavitù, di omicidi, torture, stupri e altre forme gravi di molestia; gradualmente i livelli di potere sociale si sono ristretti e limitati con una difficoltà sempre maggiore nella possibilità di raggiungere posizioni di alto livello in uffici sia pubblici che privati. 
Solo un numero molto limitato della popolazione femminile riceve adeguata educazione in materia di diritti riproduttivi e nei riguardi delle pratiche sicure di contraccezione, rendendole in tal modo maggiormente esposte a malattie sessualmente trasmissibili.
Nel 2008 la BBC ha portato alla ribalta le donne del popolo Kayan, una minoranza etnica di lingua tibeto-birmana e divenute già una forte attrazione turistica in Thailandia a causa della tradizione che le vuole indossare anelli di ottone attorno al collo; l'aggiunta d'un numero sempre maggiore di questi anelli fa sì che il collo si allunghi.